# Вейсъярв
Ве́йсъярв (Вейсярв; устар. Вейсъ Ярвъ; эст. Veisjärv, Veisejärv, Valgejärv) — озеро на юге Эстонии, в волости Вильянди уезда Вильяндимаа. Площадь поверхности — 4,807 км².

## Расположение
Вейсярв относится к Выртсъярвскому водосборному бассейну Восточноэстонского водосборного округа.
Озеро расположено в 10 км к востоку от города Каркси-Нуйа на высоте 96 м над уровнем моря. Рядом с озером находятся деревни Вейсъярве и Мяэкюла.
Акватория водоёма входит в состав природного заповедника Рубина (Rubina looduskaitseala).

## Описание
Вейсъярв — озеро с умеренно твёрдой стратифицированной водой (тип 2 согласно Водной рамочной директиве ЕС). По лимнологической типологии, принятой в Эстонии, озеро миксотрофное с твёрдой водой. Согласно исследованиям 1950-х годов, вода озера относилась к гидрокарбонатному классу (к группе Са) с общей минерализацией от 238,4 до 94,4 мг/л. Относится к мезогумусовым озёрам.
Общая площадь озера составляет 481,1 га (8-е место среди крупнейших водоёмов в Эстонии и 7-е место среди озёр Эстонии). Длина водоёма — 3450 м, ширина — 1760 м. Наибольшая глубина озера — 4 м, средняя глубина — 1,3 м. Длина береговой линии — 9048 м. Площадь водосбора — 26,1 км². Обмен воды происходит 1 раз в год.
Восточный берег более высокий, там располагаются сухие поля. Западный берег заболочен. В Вейсъярв с севера вливается канал Йикси (Jõksi kraav). Из южной оконечности озера вытекает река Ыхне (Õhne jõgi), которая затем впадает в озеро Виртсъярв.
В озере водятся плотва, щука, судак, краснопёрка, лещ, окунь и угорь. Исследования отмечают очень хороший темп роста леща в озере Вейсъярв.